# ميخائيل جوزيف فرنسيس كوين
ميخائيل جوزيف فرنسيس كوين هو سياسي كندي، ولد في 19 نوفمبر 1851 في كينغستون في كندا، وتوفي في 6 ديسمبر 1903. حزبياً، نشط في حزب كندا المحافظ. وقد انتخب عضو مجلس العموم الكندي.